# 透过开满鲜花的月亮
《透过开满鲜花的月亮》，是中國流行音樂歌手林依轮於1993年發行的首张唱片专辑《爱情鸟 》中的一首歌曲，由张海宁、张全复作词，张全复作曲。

## 背景
1993年，林依轮首张唱片专辑《爱情鸟》歌曲。正是透过那开满鲜花的月亮，抒情主人公看到的是“你的模样”。于是，“你像那天上月亮，停泊在水的中央，永远停在我的心上，你像那天上月亮，你不会随波流淌，永远永远靠近我的身旁”，这些诗句中犹如山间清泉，汩汩涌流而出。此刻，充溢在字里行间的是清清纯纯的情，像月亮一般晶莹剔透、洁净无瑕。这种感受是独特的，也是脱俗的，它似乎具有某种飘忽感，空灵感，但却又实实在在触动着沉淀在人们心灵世界的底层的某种情结，而他用以表达这种感悟的，却完全源于感觉世界之中的诗化了的语言。

## 歌词
《透过开满鲜花的月亮》

透過開滿鮮花的月亮
依稀看到你的模樣
那層幽藍幽藍的眼神
充滿神秘充滿幻想
一種爽爽朗朗的心情
所有煩惱此刻全遺忘
只想只想在你耳邊唱
唱出心中對你的嚮往
古老的傳說今日的承諾
美好的感覺永不停 地閃爍
你像那天上月亮 停泊在水的中央
永遠 停在我的心上
你像那天上月亮 你不會隨波流淌
永遠 靠近我的身旁
你像那天上月亮 停泊在水的中央
永遠 停在我的心上
你像那天上月亮 你不會隨波流淌
永遠 永遠 永遠靠近我的身旁